# James William Denver
James William Denver (Winchester, 23 ottobre 1817 – Washington, 9 agosto 1892) è stato un politico, generale, avvocato e attore statunitense.
Prestò servizio nel governo statale della California, come ufficiale dello United States Army in due guerre e come membro democratico della Camera dei rappresentanti per la California, oltre a ad aver partecipato alle produzioni locali di Macbeth e Amleto. Fu segretario e governatore del territorio del Kansas durante il Bleeding Kansas per decidere se il Kansas avrebbe aperto o meno allo schiavismo. La città di Denver, in Colorado, prende il nome da lui.

## Gioventù e inizio carriera
James W. Denver nacque nei pressi di Winchester (Virginia). Frequentò la scuola pubblica e si trasferì in Ohio con i genitori nel 1830, nei pressi di Wilmington. Nel 1841 insegnò in una scuola del Missouri, e nel 1844 si laureò in diritto all'Università di Cincinnati. Divenne avvocato e professò a Xenia (Ohio). Si trasferì a Platte City (Missouri) nel 1845, dove continuò a fare l'avvocato.
Nel 1847, durante la guerra messico-statunitense, reclutò una compagnia per il 12° volontari di fanteria e fu nominato capitano al servizio del generale Winfield Scott. Dopo la guerra, nel 1850, Denver si trasferì in California dove divenne commerciante. Denver uccise in duello l'editore di quotidiani Edward Gilbert il 2 agosto 1852. Quello stesso anno fu eletto al senato della California. Fu poi nominato Segretario di Stato della California. Nel 1854 fu eletto al Congresso degli Stati Uniti d'America come rappresentante della California, e rimase in carica dal 4 marzo 1855 al 3 marzo 1857. Non si candidò alla rielezione nel 1856. Il 17 aprile 1857 il presidente James Buchanan lo nominò commissario del Bureau of Indian Affairs.
Il 17 giugno 1857 diede le dimissioni da commissario e fu nominato da Buchanan Segretario del territorio del Kansas. Nel dicembre 1857 divenne governatore territoriale. Lo stesso giorno in cui Denver assunse l'incarico i cittadini approvarono la costituzione Lecompton, che apriva il territorio allo schiavismo. Il voto permetteva solo una scelta tra schiavismo completo o limitato e fu largamente boicottato dai Free-Stater che sostenevano l'abolizione della schiavitù. La costituzione a favore dello schiavismo fu approvata con un'ampia maggioranza. In seguito si scoprì che molte migliaia di voti erano stati espressi in modo irregolare dai "ruffiani di frontiera", giunti dal Missouri per votare a favore dello schiavismo. Il voto fu ribaltato da una successiva elezione nell'agosto 1858, ed il Kansas fu ammesso nell'Unione nel 1861 come stato libero.
Nel novembre 1858, mentre Denver era ancora governatore territoriale, William Larimer Junior, speculatore terriero di Leavenworth, pose le fondamenta della città di "Denver City" lungo il fiume South Platte nella contea di Arapaho nel territorio del Kansas occidentale (oggi Colorado). Larimer scelse il nome di "Denver" per onorare l'attuale governatore territoriale sperando che la città sarebbe stata scelta come capoluogo della contea di Arapaho.
Denver diede le dimissioni da governatore nel novembre 1858 diventando nuovamente commissario degli Indian Affairs fino alle dimissioni del 31 marzo 1859.

## Guerra di secessione e fine carriera
Pochi mesi dopo l'inizio della guerra di secessione americana ad inizio 1861, il presidente Abraham Lincoln promosse Denver a generale di brigata dell'esercito volontario il 14 agosto. Nel novembre 1861 fu assegnato a Fort Scott in Kansas ed a dicembre assunse il comando di tutte le truppe federali del Kansas. A marzo e aprile 1862 comandò il distretto del Kansas finché non fu trasferito al distretto del Tennessee occidentale. Il 16 maggio 1862 Denver assunse il comando della 3ª brigata della 5ª divisione del maggior generale William Tecumseh Sherman nel pieno dell'assedio di Corinth. Il giorno dopo la brigata di Denver partecipò allo scontro della Casa di Russell. Nonostante la sua brigata non abbia subito perdite, fu comunque una delle due che guidarono l'attacco. Il 27 maggio il generale Sherman scelse nuovamente la brigata di Denver come unità principale nell'attacco contro la Double Log House. Le brigate di Denver e di Morgan Lewis Smith attaccarono con successo la capanna di tronchi trasformata in fortezza. Durante lo scontro il maggior generale Ulysses Simpson Grant era presente sul campo ed approvò il comportamento delle truppe. Dopo la caduta di Corinth Denver continuò a comandare la sua brigata operando in Mississippi. Nelle prime fasi della campagna di Vicksburg Denver comandò la 1ª divisione, XVI Corpo, fino alle dimissioni dallo Union Army il 5 marzo 1863.
Dopo la fine della guerra Denver praticò legge a Washington e Wilmington. Con la famiglia abitò a Rombach Place mentre si trovava a Wilmington. Fu delegato alla convention nazionale democratica nel 1876, nel 1880 e nel 1884. Fu proposto come possibile candidato presidente democratico nel 1876 e nel 1884, anche se la candidatura non fu mai ufficializzata.
Si dice che Denver abbia visitato Denver, in Colorado, nel 1875 e nel 1882, lamentandosi del fatto di aver ricevuto una fredda accoglienza da parte dei residenti della città che ne portava il nome.
Morì a Washington nel 1892 e fu sepolto nel cimitero di Sugar Grove a Wilmington (Ohio).
Il figlio Matthew Rombach Denver fu membro del Congresso dal 1907 al 1913.